# Dvärgviol
Dvärgviol (Viola pumila) är en växtart i familjen violväxter. 